# جان کامپتون (بازیکن فوتبال)
جان کامپتون (انگلیسی: John Compton؛ زادهٔ ۲۷ اوت ۱۹۳۷) بازیکن فوتبال اهل بریتانیا است.
از باشگاه‌هایی که در آن بازی کرده‌است می‌توان به باشگاه فوتبال چلسی، باشگاه فوتبال ایپسویچ تاون، و باشگاه فوتبال ای‌اف‌سی بورنموث اشاره کرد.